# Jònic
|  | Per a altres significats, vegeu «Jònic (desambiguació)». |

L'estil jònic (del llatí Ionicus, al seu torn del grec Ἰωνικός 'de Jònia') és un dels tres ordres clàssics de l'arquitectura grega (els altres dos són el dòric i el corinti).

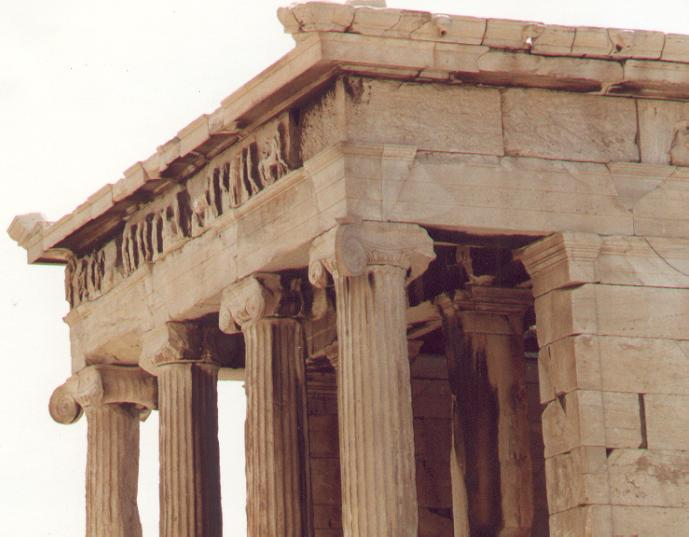
Detall del temple d'Àptera Nikè a l'Acròpolis d'Atenes.

No es coneixen ni la data ni el lloc de la seva invenció, però hom en situa l'origen a les costes de la mar Egea d'Anatòlia i les illes Cíclades al voltant de l'any 650 aC, possiblement per ser usat en edificis funeraris.

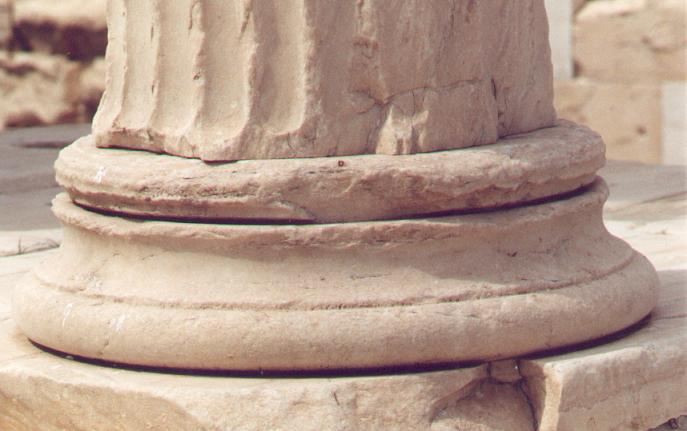
Detall de la base d'una columna jònica del Propileus de l'Acròpolis d'Atenes.

La columna jònica té una altura d'entre 8½ i 9½ vegades el seu diàmetre, el fust reposa sobre una base, d'una altura equivalent a la meitat del seu diàmetre, que pot ser de dos tipus, àtica o jònica. La base àtica presenta dues motllures convexes, la inferior més grossa que la superior, anomenades tors, i una còncava anomenada escòcia que, de vegades, reposen sobre un pedestal quadrat anomenat plint; la base jònica és formada per un plint, dues escòcies entre astràgals, i un tor. El fust és cilíndric i presenta normalment vint-i-quatre canaladures sense aresta viva, de vegades 
amb èntasi. El capitell és compost per dues volutes característiques (uns elements decoratius en forma d'espiral que presenten un canaló que ressegueix l'espiral), coixinet (amb una decoració d'òvuls) i àbac ornamentat. Sobre el capitell se situa un àbac. L'arquitrau de l'entaulament, d'una altura de 3/4 del diàmetre del fust, presenta habitualment tres bandes llises que sobresurten esgraonadament. El fris, una mica més petit que l'arquitrau, presenta ornaments de motllures o figures esculpides en baix relleu. La cornisa es caracteritza per presentar una renglera de dentells, quadrats o rectangulars, a més d'òvuls i altres tipus de motllures.
Exemples de l'ordre jònic són:
- Temple d'Atena Nike o Nikè Àptera (421 aC) a l'Acròpolis d'Atenes de Cal·lícrates.
- Erectèon (421 aC-406 aC) de Mnèsicles o Fílocles.
- Altar de Zeus (~188 aC) a Pèrgam d'autor desconegut.

## Elements de l'ordre jònic
- [1] Timpà del frontó
- [2] Acroteri
- [3] Cimaci
- [4] Cornisa
- [7] Fris
- [13] Arquitrau, dividit en tres platabandes
- [14] Capitell
- [17] Columna
- [18] Canaladures
- [19] Estilòbata
- [20] voluta
- [21] Ovari amb òvuls
- [23] Base
- [24] Tor, amb una escòcia enmig